# Brownlowia ferruginea
Brownlowia ferruginea är en malvaväxtart som beskrevs av André Joseph Guillaume Henri Kostermans. Brownlowia ferruginea ingår i släktet Brownlowia och familjen malvaväxter. Inga underarter finns listade i Catalogue of Life.